# Олімпія (картина Едуара Мане)
«Олімпія» (фр. Olympia (Manet)) — твір з оголеною жіночою натурою французького художника Едуара Мане (1832—1883), виконаний 1863 року.

## Передісторія
До 1863 року Едуар Мане встиг створити картину «Сніданок на траві», котра демонструвала оточенню і художнім колам в Парижі народження нової художньої індивідуальності.
Вивчення картин старих майстрів і їх композицій самим Мане мало свій відбиток в цьому творі. Так, прихильники старих майстрів і італійського відродження могли розпізнати алюзії й посилання до творів Джорджоне. Проте це не зупинило критику з боку прихильників академізму з їх демонстративним захистом художніх традицій і академічних схем у композиціях.
Нові пошуки в творчості привели Едуара Мане до створення ще одного твору, в котрому є теж посилання до уславлених композицій минулого — до небесної Венери Джорджоне і до більш реальної «Венери Урбінської» Тиціана.
Про створення картини «Олімпія» дещо відомо зі споминів сучасників. Е. Базір записав — 
| (Мане) задумав і виконав «Олімпію» у рік власного одруження (1863), але виставив її тільки у 1865 році. Незважаючи на умови прихильників, він довго вагався (з рішенням). Насмілитися — всупереч усім умовностям, подати голу жінку на неприбраному ліжку… подати без прикрас живе тіло і причепурене (косметикою) обличчя цієї моделі, що розляглася поперед нами, не приховавши все це давньогрецьким чи римським нагадуванням… Це було настільки сміливо, що він довго не насмілювався оприлюднити «Олімпію»…[2] |.

## Можливі моделі

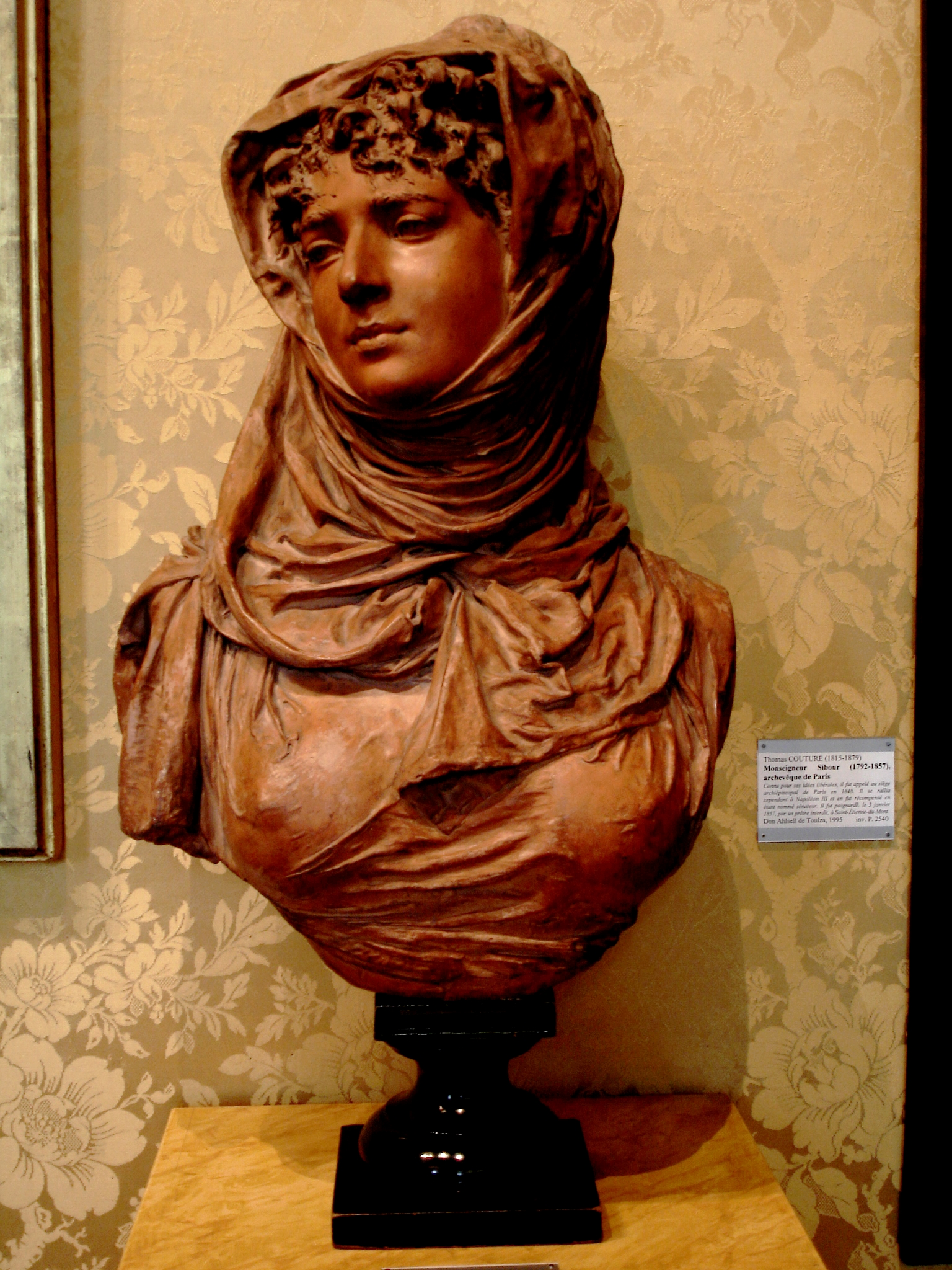
Погруддя Маргеріти Булланже (скульптор Карре-Беллез Альберт-Ернест)

Едуар Мане був прихильником привабливих жінок і не готувався стати ченцем або аскетом. Відомо, що він роками приховував свою пристрасть до Сюзанни Ленгофф, до Берти Морізо, але приваблювали його не лише вони.
Серед можливих моделей для картини «Олімпія» називають перш за все Вікторину Дьє, більш відому як Вікторина Меран. Вікторина народилась в Парижі в бідній родині, її батько, Жан-Луї Меран, був гравером. У віці 17 років вона стала жіночою моделлю у студії художника Тома Кутюра (1815—1879). Едуара Мане важко назвати учнем Тома Кутюра, настільки мало він узяв від фахового художника, а стосунки з ним склалися погано через важкуватий характер обох, а закінчились розривом. Мане міг познайомитись з Вікториною під час відвідин класів в майстерні Кутюра.
Знайомству з Вікториною міг посприяти і бельгійський художник Альфред Стівенс (1823—1906), котрий працював в Парижі і мав власну студію на тій же вулиці, де з батьками мешкала молоденька модель. Вікторина Меран підробляла в студії Альфреда Стівенса і це вона позувала для картини Стівенса «Паризький сфінкс».
Мане (через конфлікти з Кутюром) шукав модель попри майстерні Кутюра і Альфред Стівенс, що давав поради Едуару (молодшому художнику на десять років), міг посприяти як їх знайомству, так і допомогти з іспанським реквізитом. Серед перших костюмованих картин Мане — «Вікторина Меран у костюмі еспади» (1862 р.) Художник працюватиме з Вікториною як з моделлю з 1862 до 1875 року. Вона була головним персонажем таких картин Мане як «Вулична співачка», «Сніданок на траві», «Вокзал Сен Лазар». Причепурений і дещо змінений образ Вікторини Меран розпізнають і в картині «Олімпія». У рік створення картини їй було дев'ятнадцять.
Сучасники вказували ще на одну модель. Нею була красуня і актриса маленького паризького театра Маргеріта Булланже. Краса дівчини була такою, що на неї звернув увагу французький імператор Наполеон III і зробив її своєю коханкою. Але навряд чи коханка імператора могла би позувати для картини невизнаного офіційно художника, нехай і паризького.
У картині «Олімпія» присутні декілька прагнень Едуара Мане: спробувати себе в новій композиції, побути в ролі того ж Тиціана (свого часу він робив копію «Венери Урбінської»), вибороти нарешті визнання і успіх як художник і заробити грошей. Композицію він розробив у маленькій акварелі, котра збережена і продана пізніше у Нью-Йорк. В акварелі і в малюнку олівцем образ молодої моделі ще більш сумний і тривожний, ніж він стане в закінченій картині.

## Опис твору
Молода жінка лежить на погано прибраному ліжку і обернулась до глядача. Вона в періоді першого жіночого розквіту, якщо враховувати, що Вікторині в місяці створення картини було дев'ятнадцять. Відкинувши сором, це визнає і сама модель, перебуваючи в спокійній позі, хоча прикрила долонею лише одне місце на власному тілі. Пані вже зі старанною, хоча і простою зачіскою, прикрашеною живою квіткою. Старанно відтворені ювелірні прикраси — чорна стрічка на шиї з перлинкою, сережки з подібними перлинками та золотий браслет із рухливою подвіскою. Але художник свідомо провокував глядача (і можливого майбутнього покупця) оголеністю моделі і чорним котом у правому куті картини. Якщо Мане рахувався з композицією Тиціана в картині «Венера Урбінська», то чорний кіт в «Олімпії» був замінником песика в картині венеційця.
Молода жінка лежить на зім'ятому, жовтому покривалі, затканому дрібними квітами. Це робить світлішим і теплим перший план картини на відміну від тла з помпезними шпалерами, важкими зеленими завісами і чорношкірою служницею. Вона підносить букет квітів, як свідоцтво поклоніння чергового клієнта. Контрастом між цією ознакою поклоніння є сумне обличчя молодої особи, більш помітне в підготовчій акварелі.

## Композиції в офортах Е.Мане

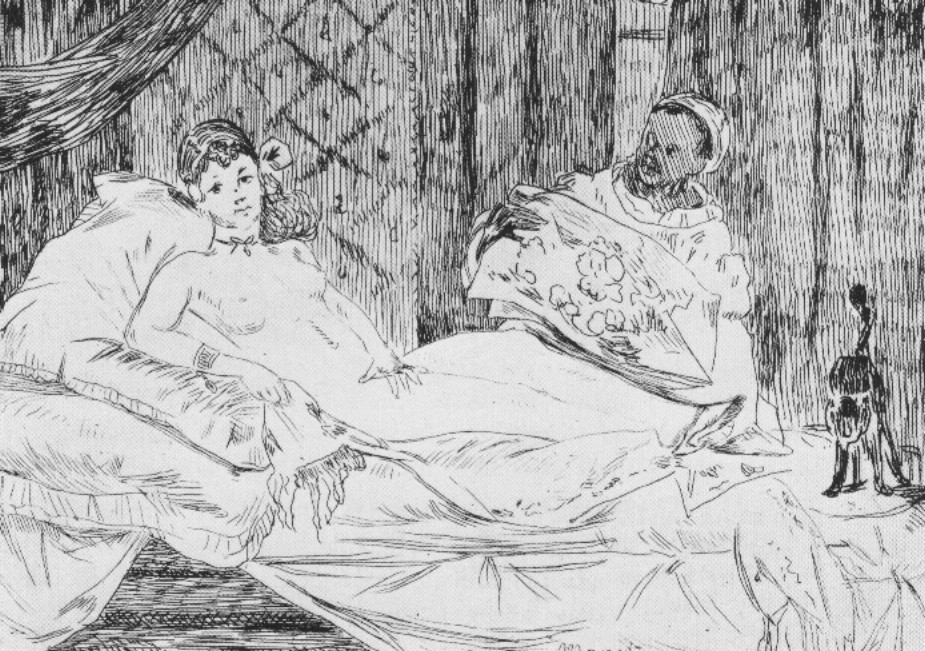
Е. Мане. «Олімпія» (варіант в офорті, 1867 р. Нью-Йоркська публічна бібліотека)
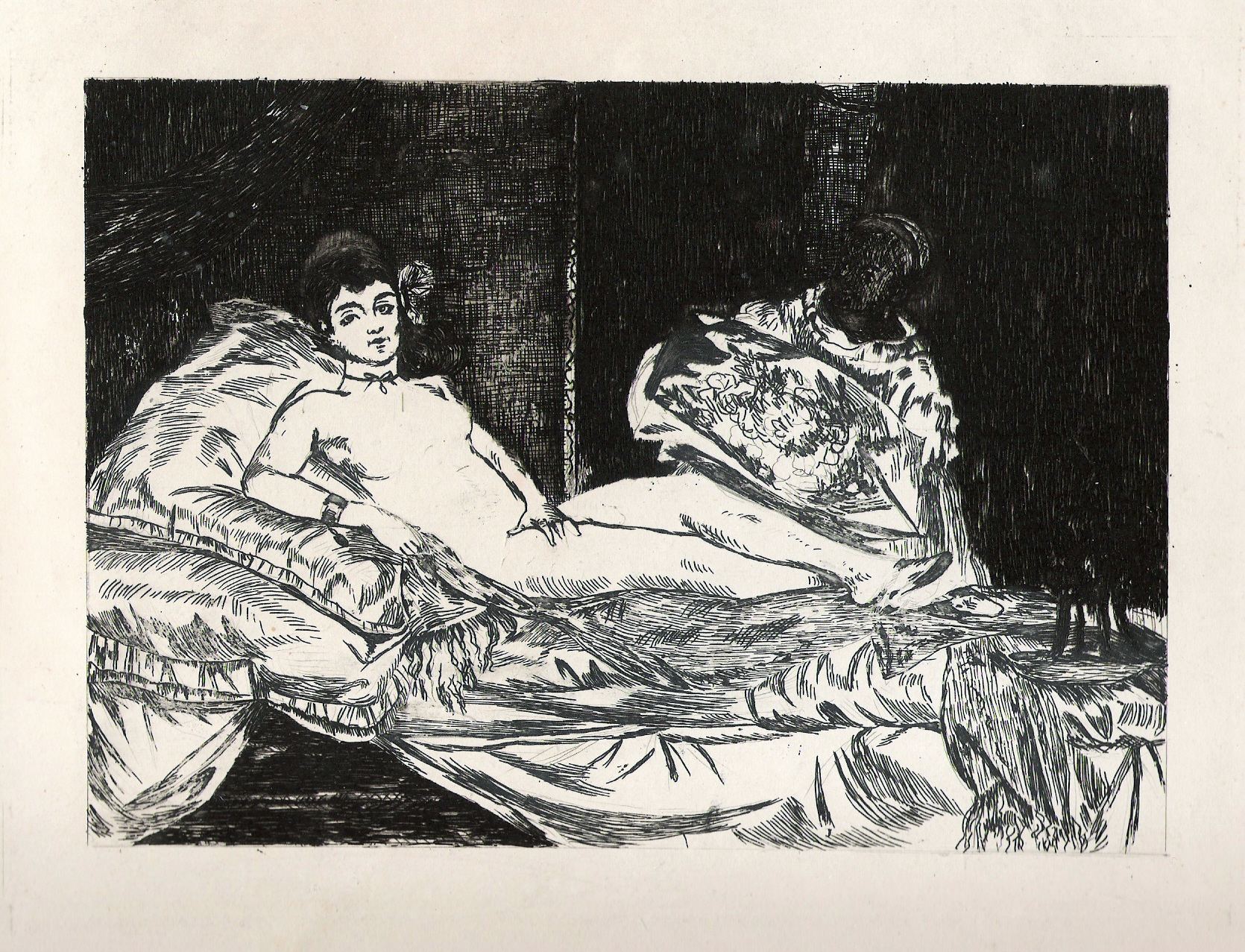
Приватна збірка

Картину, виставлену на Паризькому салоні 1865 року, критика й публіка не прийняли. Розпочались скандал і цькування художника в друкованих виданнях. Картину з нейтральною і непровокативною назвою сприйняли як ляпас пристойності. Були відвідувачі, що загрожували потрощити картину власним парасольками.
Картини Едуара Мане не продавались і живопис не приносив художникові ні визнання, ні прибутків. Не була проданою і картина «Олімпія». Аби популяризувати власні картини і тим сприяти їх продажу, Едуар Мане звернувся до техніки офорту. В техніці офорту він повторить і низку непроданих творів, серед них і варіанти «Олімпії».

## Подальша доля картини
Картина «Олімпія» залишалась непроданою до смерті художника, хоча про неї знали. За невелику грошову суму у родини Мане її придбали прихильники художника вже по смерті митця. Картину передали у національний музей Лувр, але її передали на збереження у Люксембурзький музей. Лише 1907 року картину передали у Лувр, бо в справу особисто втрутився тодішній прем'єр-міністр Франції Клемансо. В друкованих виданнях знову підняли галас, але прем'єр-міністр Франції свого наказу не скасував. Після створення експозиції музею д'Орсе, що є відділком музею Лувр, картину передали туди.